# Mizolastyna
Mizolastyna – organiczny związek chemiczny, antagonista receptora H1, lek przeciwhistaminowy II generacji.
Mizolastyna należy do leków stosowanych doustnie, długo działających. Szybko wchłania się z przewodu pokarmowego, w wątrobie metabolizowana jest do nieczynnych metabolitów.

## Zastosowanie
Skórne odczyny alergiczne, głównie pokrzywka.

## Dawkowanie
Jednorazowa dawka dobowa 10 mg.

Przeczytaj ostrzeżenie dotyczące informacji medycznych i pokrewnych zamieszczonych w Wikipedii.